# Thyreus sejuncta
Thyreus sejuncta là một loài Hymenoptera trong họ Apidae. Loài này được Saussure mô tả khoa học năm 1890.